# Liste der Althistoriker an der Universität Basel
Die Liste der Althistoriker an der Universität Basel verzeichnet alle Hochschullehrer, die Alte Geschichte an der Universität Basel lehrten oder lehren.
- Jacob Burckhardt (1818–1897), Ordinarius für Geschichte und Kulturgeschichte 1858–1893
- Adolf Baumgartner (1855–1930), Lehrauftrag 1887, Ordinarius für Geschichte 1891–1930
- Friedrich Münzer (1868–1942), Ordinarius für Klassische Philologie 1897–1911
- Felix Staehelin (1873–1952), Habilitation 1906, Titularprofessor 1917, Ordinarius 1931–1944
- Bernhard Wyss (1905–1986), Ordinarius 1945–1952
- Andreas Alföldi (1895–1981), Ordinarius 1952–1956
- Denis van Berchem (1908–1994), Ordinarius 1956–1963
- Christian Meier (* 1929), Ordinarius 1966–1968; 1973–1976
- Jürgen von Ungern-Sternberg (1940–2025), Ordinarius 1978–2007
- Leonhard Burckhardt (* 1953), Assistent 1981–1984; 1986–1992, Habilitation 1993, Titularprofessor seit 1999
- Ursula Hackl (* 1935), Umhabilitation 1981, Privatdozentin, 1988–2001 ausserordentliche Professorin
- Lukas Thommen (* 1958), Assistent 1992–2000, Habilitation 1995, Titularprofessor
- Thomas Späth (* 1956), Assistent 1995–1996, 2000–2006, Habilitation 2005
- Aloys Winterling (* 1956), Ordinarius 2007–2009
- Sebastian Schmidt-Hofner (* 1977), Assistenzprofessor 2012–2014
- Sabine Hübner (* 1976), Assistenzprofessorin ab 2014; Associate Professorin ab 2016; Ordinaria ab 2021